# Селенгуши (Пестречинский район)
Селенгуши — село в Пестречинском районе Татарстана. Входит в состав Читинского сельского поселения.

## География
Находится в северо-западной части Татарстана на расстоянии приблизительно 9 км на восток по прямой от районного центра села Пестрецы у речки Мёша.

## История
Основано в 1740-х годах помещиками Диштрополевыми. Упоминалось также как Ивановское, Бутырки. Иоанно-Предтеченская церковь была построена в 1763 году. В начале XX века уже была земская школа.

## Население
Постоянных жителей было: в 1782 году — 66 душ мужского пола, в 1859—357, в 1897—485, в 1908—369, в 1920—468, в 1926—429, в 1949—293, в 1958—241, в 1970—166, в 1979 — 10, в 2002—1 (татары 100 %), 1 в 2010.